# Gelson Silva
Gelson da Silva (Itajaí, 4 de Novembro de 1967) é um ex-futebolista brasileiro e atualmente é coordenador técnico do Clube Náutico Marcílio Dias .

## Títulos

### Como jogador
Criciúma
- Campeonato Catarinense: 1989, 1990, 1991, 1993
- Copa do Brasil: 1991
- Copa Santa Catarina: 1993
- Taça Governador do Estado: 1990, 1991, 1992, 1993, 1994

Grêmio
- Copa Libertadores da América:1995
- Copa Sanwa Bank: 1995
- Campeonato Gaúcho: 1995
- Copa Solidariedade: 1995

America de Cali
- Campeonato Colombiano: 1997

Sampaio Corrêa
- Campeonato Maranhanse: 1998
- Copa Norte: 1998
- Torneio Seletivo da Copa Norte: 1998

Ceara
- Campeonato Cearense: 1999

### Como treinador
Marcílio Dias
- Campeonato Catarinense da Divisão Especial - 2010